# Parets del Vallès
Parets del Vallès é um município da Espanha, na comarca do Vallès Oriental, província de Barcelona, comunidade autónoma da Catalunha. Tem 9,07 km² de área e em 2021 tinha 18 907 habitantes (densidade: 2 084,6 hab./km²).